# AfA-Tabelle
Die AfA-Tabellen (Tabellen für die Absetzung für Abnutzung oder auch Abschreibungstabellen) sind Tabellen, mit deren Hilfe die betriebsgewöhnliche Nutzungsdauer eines Wirtschaftsgutes des Anlagevermögens bestimmt werden kann. Aus dieser Nutzungsdauer ergibt sich die Höhe der Abschreibung oder steuerrechtlich die Absetzung für Abnutzung. Die Tabellen wurden von den deutschen Finanzbehörden auf Grundlage der Erfahrungen, die sie aus den steuerlichen Betriebsprüfungen gewonnen haben, erstellt. Zusätzlich wurden verschiedene Wirtschaftsverbände angehört, um die gewonnenen Informationen zu verifizieren. Herausgeber der Tabellen ist das Bundesministerium der Finanzen. Alle heute gültigen AfA-Tabellen wurden in den Jahren 1989 bis 2001 veröffentlicht und sind seitdem unverändert gültig. Da es mittlerweile auch online verfügbare, unternehmensinterne und anderweitig erstellte AfA-Tabellen gibt, werden die Tabellen des Bundesministeriums der Finanzen zur Unterscheidung auch als amtliche oder offizielle AfA-Tabellen bezeichnet.

## Arten amtlicher Afa-Tabellen
Es gibt eine allgemeine Tabelle und 102 branchenspezifische Tabellen. Sind Anlagegüter sowohl in der allgemeinen als auch in einer branchenspezifischen Tabelle enthalten, gilt vorrangig erst einmal der Wert der branchenspezifischen Tabelle. Eine Ausnahme gilt bspw. für Gebäude. Hier gibt es gesetzliche Vorgaben, in welcher Höhe und damit mit welcher Dauer diese abzuschreiben sind (Deutschland: § 7 Abs. 4 EStG; Österreich: § 8 Abs. 1 EStG). Die AfA-Tabellen gelten in diesen Fällen nicht.

## Auszug
Nachfolgend ein Auszug aus der AfA-Tabelle für die allgemein verwendbaren Anlagegüter (abgekürzt als „AfA-Tabelle AV“):
| Art | Nutzungsdauer in Jahren |
| --- | ----------------------- |
| Silobauten und Schornsteine aus Mauerwerk oder Beton | 33                      |
| Straßen und Wegebrücken aus Stahl und Beton | 33                      |
| Schienenfahrzeuge | 25                      |
| Flugzeuge unter 20 t höchstzulässigem Fluggewicht | 21                      |
| Uferbefestigungen | 20                      |
| Außenbeleuchtung, Straßenbeleuchtung | 19                      |
| Büromöbel | 13                      |
| Lastkraftwagen, Sattelschlepper | 9                       |
| Ladeneinrichtungen/Kühleinrichtungen | 8                       |
| Motorräder, Motorroller, Fahrräder | 7                       |
| Großrechner | 7                       |
| Foto-, Film-, Video- und Audiogeräte (Fernsehgeräte, CD-Player, Rekorder, Lautsprecher, Radiogeräte, Verstärker, Kameras, Monitore u. ä.)                                                      | 7                       |
| Personenkraftwagen und Kombinationskraftwagen | 6                       |
| Mobilfunkgeräte | 5                       |
| Workstations, Personal Computer, Notebooks und deren Peripheriegeräte (Drucker, Scanner, Bildschirme u. ä.) – bis 31.12.2020                                                                   | 3                       |
| Computerhardware (Workstations, Personal Computer, Notebooks und deren Peripheriegeräte wie Drucker, Scanner, Bildschirme u. ä.) und Software zur Dateneingabe und -verarbeitung – ab 1.1.2021 | 1                       |

## Gültigkeit
Die AfA-Tabellen sind aus steuerrechtlicher Sicht erstellt worden, jedoch ist allgemein anerkannt, dass diese Werte auch handelsrechtlich bzw. unternehmensrechtlich angewendet werden können. Die Tabellen sind für den Steuerpflichtigen nicht verpflichtend anzuwenden. Sie haben vielmehr den Charakter einer Dienstanweisung des Bundesministeriums der Finanzen für die Finanzämter. Diese dürfen ihrerseits nicht selbst ohne triftigen Grund von den Tabellen abweichen.
Gegenüber dem Steuerpflichtigen stellen die Angaben in den Tabellen ein Angebot dar, das der Steuerpflichtige nutzen kann. Selbstverständlich kann und soll der Steuerpflichtige von den vorgegebenen Nutzungsdauern in den AfA-Tabellen abweichen, sofern er eine andere Nutzungsdauer glaubhaft begründen kann. Auch bei branchenunüblicher Nutzung soll eine Anpassung der betriebsgewöhnlichen Nutzungsdauer erfolgen. So wird eine Kürzung bei Zweischichtbetrieb um 25 % und bei Drei- bzw. Vierschichtbetrieb um 50 % vorgeschlagen. Des Weiteren sollen auch Einflüsse von Nässe, Kälte, Hitze, Säuren usw. berücksichtigt werden, sofern die branchenspezifische Tabelle diese nicht schon berücksichtigt hat.

## Situation in Österreich
Die AfA-Tabellen sind zwar nur in Deutschland gültig, werden aber auch in Österreich anerkannt.

## Moderne Anlagegüter und online verfügbare AfA-Tabellen
Da seit 2001 keine Überarbeitung der AfA-Tabellen mehr stattgefunden hat, gab es auch keine Anpassung an neu entwickelte Technologien und an eine Digitalisierung der Anlagen. Daher können moderne Anlagen andere Nutzungsdauern aufweisen, als in den Tabellen aufgeführt.
Online verfügbare Tabellen und Datenbanken beinhalten zumeist die amtlichen AfA-Tabellen und teilweise zusätzliche Daten über betriebsgewöhnliche Nutzungsdauern von nicht in diesen Tabellen aufgeführten Anlagen, Fahrzeugen und Geräten. Die jeweilige Nutzungsdauer wird dabei oft weiter anhand der amtlichen AfA-Tabellen geschätzt und auf moderne Gegenstände übertragen. So orientiert sich die geschätzte Nutzungsdauer eines E-Bikes an der eines Fahrrads, die in der AfA-Tabelle für die allgemein verwendbaren Anlagegüter mit 7 Jahren angegeben ist. Bei Flugdrohnen werden hingegen 3 Jahre angegeben, die sich wiederum an der bis 2020 gültigen Nutzungsdauer von Personalcomputern orientieren. Weitere Quellen, an denen sich diese Datenbanken orientieren, sind bspw. Urteile, wodurch eine Einbauküche mit 10 Jahren und ein Tandemgleitschirm mit 5 Jahren abgeschrieben wird. Auch hier gilt, dass die Werte nur der Orientierung dienen. Die Urteile basieren auf behördlich erhobenen und anerkannten Daten. Kann ein Abweichen für das individuelle Unternehmen jedoch plausibel begründet werden, so wäre dies zu bevorzugen.